# محمد علوی (توسعه‌دهنده بازی)
محمد علوی یک توسعه‌دهنده بازی ویدئویی ایرانی است که در رسپاون اینترتینمنت فعالیت می کرد. او بیشتر به دلیل کارهای تحسین‌شده‌اش در مجموعه‌های ندای وظیفه در اینفینیتی وارد، خلق مأموریت‌های نمادین «Crew Expendable» و «All Ghillied Up» در ندای وظیفه ۴: جنگاوری نوین (۲۰۰۷) و همچنین ماموریت بحث برانگیز «روسی ممنوع» در ندای وظیفه ۲ (۲۰۰۹) معروف است.

## زندگینامه
محمد علوی در ۱۰ فروردین ۱۳۶۴ در تهران متولد شد و پس از جنگ ایران و عراق به همراه خانواده خود به ایالات متحده نقل مکان کرد. او همچنان به فرهنگ خانواده‌اش افتخار می‌کند و خود را "یک ایرانی در دلش" می‌خواند. علوی در مدرسه دولتی و مطالعات بین‌المللی فرمانداری مگی ال. واکر در ریچموند، ویرجینیا تحصیل کرد. او سپس در ویرجینیا تک تحصیل کرد و در رشته زیست‌شناسی و شیمی تحصیل کرد و پس از آن که به خاطر خلق برخی از بهترین بازی‌های ماد شده در مجله پی‌سی گیمر به عنوان طراح بازی‌های ویدیویی شناخته شد، به این رشته پرداخت. او برای دانشگاه فول سیل درخواست داد و در آن تحصیل کرد. او دو خواهر و برادر بزرگتر دارد، یک برادر و یک خواهر که هر دو پزشک هستند.

## حرفه
زمینه تخصصی اصلی علوی طراحی و فیلمنامه‌نویسی گیم‌پلی سینمایی است. خلاقیت‌های او «متفکرانه» توصیف شده‌اند و از نظر نقش‌های همراه هوش مصنوعی (AI) مورد توجه قرار می‌گیرند.

### وارد شدن به صنعت بازی ویدئویی
علوی در سال‌های دانشگاه شروع به ساخت ماد برای بازی‌های دوک نیوکم ۳دی، لرزش، نیمه‌عمر و کانتر استرایک کرد. سرگرمی او کار به عنوان یک نقشه‌بردار و هنرمند بافت برای مادها بود. او بعدها با نام مستعار "BadMofo" برای خود شهرت پیدا کرد، زمانی که یکی از آثارش در شماره ای از مجله پی‌سی گیمر منتشر شد. علوی بعداً برای تمرکز بر برنامه‌نویسی وارد دانشگاه فول سیل شد و پس از فارغ‌التحصیلی برای شغل برنامه‌نویسی در اینفینیتی وارد درخواست داد. با توجه به شهرت او به عنوان یک سازنده ماد، این شرکت به جای برنامه‌نویسی به او شغلی به عنوان یک طراح مرحله پیشنهاد داد.

### مجموعهندای وظیفه
به گفته مجله اج، علوی "مسئول برخی از سخت‌ترین و به‌یادماندنی‌ترین مراحل بخش کمپین در تاریخ ندای وظیفه است". پی‌سی گیمر علوی را «طراح دو مورد از تحسین‌برانگیزترین مأموریت‌های تاریخ ندای وظیفه («All Ghillied Up» و «روسی ممنوع») نامید.
علوی اولین مراحل حرفه‌ای خود را برای ندای وظیفه ۲ طراحی کرد که شامل آموزش پرتاب نارنجک می‌شود.
مرحله اول بازی «ندای وظیفه ۴: جنگاوری نوین»، «Crew Expendable» که در یک کشتی در دریای طوفانی می‌گذرد نیز اثر اوست. طراحی او برای این مرحله در ابتدا به دلیل پیچیدگی‌های فنی توسط مدیران رد شد، اما علوی پس از ساعت کاری ماند و به مدت سه هفته ۱۸ ساعت در روز کار کرد تا مخفیانه مرحله رد شده را طراحی کند. هنگامی که مدیران از کار او آگاه شدند و کارهای کامل انجام‌نشده او را دیدند، متقاعد شدند که آن را در بازی بگنجانند.
همین امر برای یک ماموریت فلش‌بک به نام "All Ghillied Up" نیز صدق کرد، زمانی که او به نوشتن کدهای لازم پایان داد. "مأموریت پر تنش" او در ای۳ ۲۰۰۷ عرضه شد. این ماموریت اولین بار در این سری بود که شخصیت‌های غیرقابل بازی قادر به رفتارهای مخفیانه بودند. این ماموریت مورد توجه منتقدان قرار گرفت و در نقدها به عنوان "یکی از بهترین مراحل بازی" و "بهترین ماموریت ندای وظیفه تا کنون" توصیف شد. در سال ۲۰۱۱، مجله Now Gamer در شماره‌ای با عنوان "۵۰ لحظه برتر بازی"، این مرحله را در رتبه بیستم قرار داد. همچنین در «۱۰۰ لحظه برتر بازی ویدیویی» از مجله IGN در رتبه ۱۳ قرار گرفت. طراحی علوی برای هوش مصنوعی در ندای وظیفه ۴: جنگاوری نوین در نهایت ارزش داشت و قالب عنوان بعدی سری یعنی ندای وظیفه ۲ را تشکیل داد.

#### جنجال "روسی ممنوع"
علوی طراح یک ماموریت جنجالی در ندای وظیفه: جنگاوری نوین ۲ به نام «روسی ممنوع» بود. این ماموریت توسط پی‌سی گیمر "جنجالی ترین لحظه ندای وظیفه" توصیف شد و گیمز ریدار آن را "یکی از ۱۰ لحظه تکان دهنده بازی در دهه ۲۰۰۰" نامید.

### مجموعهتایتان‌فال
در سال ۲۰۱۰، علوی تیم تایتان‌فال را در رسپاون اینترتینمنت در کنار دیگر توسعه‌دهندگان سابق ندای وظیفه تأسیس کرد. او به عنوان طراح ارشد نقشه برای استودیو خدمت می‌کرد و برخی از فیلم‌های موشن کپچر را به عنوان بازیگر اجرا کرد. به گزارش پی‌سی گیمر، دانستن جزئیات طراحی و فیلمنامه علوی در بازی دشوار است، اما تأثیر او در «چگونه متحدان هوش مصنوعی تایتان‌فال روی نقشه از بازیکن حمایت می‌کنند» آشکار است. علوی در مصاحبه‌ای اظهار داشت که به شدت درگیر جنبه‌های مختلف پروژه از جمله طراحی هوش مصنوعی، گیم پلی و طراحی مرحله بوده است. او همچنین مسئولیت زیادی را برای بازی که شامل یک جزء روایی می‌شود، بر عهده داشت و برای معرفی‌های طولانی‌تر و متفاوت برای هر نقشه مبارزاتی تلاش می‌کرد. برای اینکه متقاعد شود که این ویژگی در بودجه قابل دستیابی است، او مقدمه ای را برای نقشه "Airbase" در سه روز طراحی کرد.
علوی کار خود را در رسپاون اینترتینمنت با کار بر روی تایتان‌فال ۲ از سر گرفت.

## بازی‌ها
- ندای وظیفه: حمله متفقین (۲۰۰۴)
- ندای وظیفه ۲ (۲۰۰۵)
- ندای وظیفه ۴: جنگاوری نوین (۲۰۰۷)
- ندای وظیفه: جنگاوری نوین ۲ (۲۰۰۹)
- تایتان‌فال (۲۰۱۴)
- تایتان‌فال ۲ (۲۰۱۶)
- ایپکس لجندز (۲۰۱۹)